# Everardo Rocha

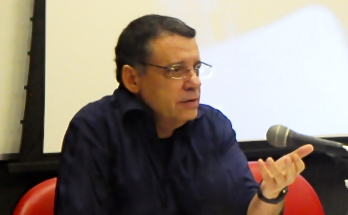
Everardo Rocha en un evento académico.

Everardo Pereira Guimarães Rocha (nacido el 1 de octubre de 1951) es un antropólogo brasileño dedicado al estudio del consumo, la publicidad y la cultura brasileña. Completó  su doctorado en Antropología Social en el Museo Nacional de Brasil de la Universidad Federal de Río de Janeiro en 1989. Es profesor del Departamento de Comunicación de la Pontificia Universidad Católica de Río de Janeiro desde 1976.
Everardo Rocha conecta en sus obras perspectivas desde de la Antropología y la Comunicación. Es uno de los primeros antropólogos de Brasil en centrar sus investigaciones en el consumo.  
He has contributed to the consolidation and growth of the anthropology of consumption as a field of studies in Brazil since the 1980s. Su libro Magia e Capitalismo,  publicado por primera vez en 1985,es reconocido por estimular el desarrollo de investigaciones sobre el consumo desde una perspectiva antropológica. 
La obra de Everardo Rocha entiende la publicidad y el consumo como fenómenos similares al sistema de clasificación conocido como totemismo, tal como lo estudió Claude Lévi-Strauss .  Sugiere que el consumo y las representaciones publicitarias son espacios centrales para la experiencia y expresión del pensamiento mágico en las culturas urbanas contemporáneas. Según Roberto DaMatta, el aporte de Everardo Rocha “se caracteriza por una investigación inteligente y decidida del mundo moderno como una gigantesca estructura de consumo, magia, persuasión ideológica y (...) sueños”. 
Además, Rocha ha contribuido a los estudios de Antropología Social y de la cultura brasileña con libros como O que é Etnocentrismo y O que é Mito. También participó en la investigación para la película Quilombo de Cacá Diegues .

## Libros seleccionados
- Publicidad y consumo: estudios antropológicos en Brasil . Londres: Routledge, 2022. ISBN 9781003176794
- O paraíso do consumo: Émile Zola, a magia e os grandes magazines . Río de Janeiro: Mauad, 2016 (con Marina Frid y William Corbo). ISBN 978-8574788449
- A sociedade do sonho: comunicação, cultura e consumo . Río de Janeiro: Mauad, 1995. ISBN 978-8574784649
- Palmares: mito e romance da utopia brasileira . Río de Janeiro: Rio Fundo Editora, 1991 (con Carlos Diegues ).
- O que é mito. São Paulo: Brasiliense, 1986. ISBN 978-8511011517
- O que es etnocentrismo . São Paulo: Brasiliense, 1985. ISBN 978-8511011241
- Magia e capitalismo: un estudio antropológico de la publicidad . São Paulo: Brasiliense, 1985. ISBN 978-8511000382
- Quilombo: historia e sociedade . Río de Janeiro: Embrafilme/Mec, 1984 (con María Fernanda Bicalho).